# (1461) Jean-Jacques
(1461) Jean-Jacques (1937 YL) – planetoida z pasa głównego asteroid okrążająca Słońce w ciągu 5 lat i 195 dni w średniej odległości 3,13 au. Została odkryta 30 grudnia 1937 roku w Observatoire de Nice przez Margueritte Laugier. Nazwa planetoidy pochodzi od Jeana-Jacques’a, syna odkrywczyni. Przed nadaniem nazwy planetoida nosiła oznaczenie tymczasowe (1461) 1937 YL.